# 明日の3600秒
『明日の3600秒』（あしたのさんぜんろっぴゃくびょう、Summer Color Trip）は、紺野りさによる日本の漫画作品。
『ベツコミ』（小学館）において、2015年5月号から（2016年6月号より不定期連載）2018年10月号まで連載された。単行本全4巻。

## あらすじ
高校2年生の織部夏帆（おりべ なほ）は、京都の修学旅行の自由行動中に、取り壊される予定だという薄汚れた小さな祠を見つける。放っておけない性分の夏帆は、ホコリを払い、見ばえを少しだけ整える。別行動をしていた友達の元へ戻ろうとした時、夏帆は突然倒れてしまう。起きた時には既に3時間経過しており、急いで集合場所へ戻る。
日常が戻り、6時間目の体育の授業が終わった後、教室に戻った夏帆は、親友の冴子の大切なポーチが盗まれたことを知る。闇雲に探し回る夏帆は、階段から落ちてしまう。しかし目を開けた夏帆はどこも怪我をしておらず、おかしいと思いながら教室に戻ろうとすると、時間が巻き戻っていた。体育の授業中で誰もいないはずの教室に行くと、冴子のポーチを盗もうとしているクラスメイトを目撃する。自分から名乗り出るよう助言し、後日、2人の間で問題は解決する。自分に起こったことが理解できず、白昼夢だと思い込もうとしていた夏帆だったが、体育の授業をサボって屋上にいたクラスメイトの茅野圭一が、体育の授業で校庭を走る夏帆と、校内を走り回る夏帆が同時に写った、決定的な1枚の写真の撮影に成功していた。圭一に問い詰められた夏帆は、自分に起こったことをありのままに話すが、当然理解されない。

## 登場人物
織部 夏帆（おりべ なほ）
高校2年生。常に前向きでポジティブな性格。「思い立ったが吉日」をモットーに、直観的に行動してしまうため、トラブルを起こしやすい。困っている人を放っておけないお人好しな性分。
修学旅行中に荒れた祠を整えた後、クラスで起こった窃盗事件解決のために走り回る中、階段から落ちて目が覚めると、時が1時間巻き戻っていた。巻き戻るタイミングについては、いずれも高いところから落ちる、夏帆が同じ時間に2人存在してしまうという共通点がある以外は、まだ謎が多い。
家族構成は両親と中学2年生の弟。
茅野 圭一
夏帆のクラスメイト。一匹狼タイプで、クラスでは孤立しているが、成績は上位。
授業をサボっていた時に偶然、同じ時間にいるはずのない2人の夏帆の写真を撮ってしまい、本人も理解できていない秘密を知ってしまう。
家族構成は母、中学1年生の弟、5歳の妹で、父は他界している。弟妹の面倒見も良い。
冴子
夏帆の親友。

## 書誌情報
- 紺野りさ 『明日の3600秒』 小学館 〈ベツコミフラワーコミックス〉、全4巻
  1. 2015年9月25日発売[4][5]、『ベツコミ』2015年5月号[1] - 9月号、ISBN 978-4-09-137660-2
  2. 2016年4月26日発売[6]、『ベツコミ』2015年10月号 - 11月号、2016年1月号 - 3月号、ISBN 978-4-09-138286-3
  3. 2017年10月26日発売[7]、『ベツコミ』2016年5月号、8月号、10月号、2017年6月号、10月号、ISBN 978-4-09-139127-8
  4. 2019年5月24日発売[8]、『ベツコミ』2018年3月号、6月号、10月号[2]、ISBN 978-4-09-870338-8
    - 14歳、窓際の君[9]（『ベツコミ』2019年4月号）